# آش غورابه
آش غورابه یکی از غذاهای محلی در استان همدان است.
مواد این آش را سبزی آش، لپه، گوشت با استخوان، بلغور، سیرتازه، سرکه، نمک، فلفل، زردچوبه و پیاز یا نعنا یا سیر داغ برای تزیین تشکیل می‌دهد.